# Nádson
Nádson Rodrigues de Souza (Serrinha, 30 gennaio 1982) è un ex calciatore brasiliano, di ruolo attaccante.

## Carriera

### Club
Ha giocato in vari club calcistici soprattutto in Brasile, fra cui il Corinthians, lo Sport Club do Recife e il Bahia.

### Nazionale
Nel 2003 ha ottenuto 2 presenze con la Nazionale di calcio del Brasile partecipando alla CONCACAF Gold Cup 2003 in cui ha vinto l'argento perdendo in finale.

## Palmarès

### Club

#### Competizioni statali
- Campionato Baiano: 4

Vitória: 2002, 2003, 2009, 2010
- Copa do Nordeste: 1

Vitória: 2003
- Campionato Potiguar: 1

America: 2012

#### Competizioni nazionali
- Campionato sudcoreano: 2

Suwon Bluewings: 2004, 2008
- Supercoppa di Corea del Sud: 1

Suwon Bluewings: 2005

#### Competizioni internazionali
- A3 Champions Cup: 1

Suwon Bluewings: 2005

### Individuale
- Capocannoniere della Copa do Nordeste: 1

2003 (5 reti)